# Лапин, Сергей Георгиевич
Серге́й Гео́ргиевич Ла́пин (2 [15] июля 1912, Санкт-Петербург — 4 октября 1990, Москва) — советский партийный и государственный деятель.
Председатель Государственного комитета по радио и телевещанию при Совете министров СССР (с 5 июля 1978 года — Гостелерадио СССР) (1970—1985) — Герой Социалистического Труда (1982).
Депутат Совета Союза ВС СССР 8—11 созывов (1970—1989) от Саратовской области.
Член ЦК КПСС (1966—1986).

## Биография

### Начало карьеры
Родился в семье рабочего.
В 1929—1931 годах работал почтальоном и грузчиком на станции Красное Село. В 1930—1932 годах учился на редакционно-издательском отделении в Ленинградском историко-лингвистическом институте, окончил два курса. В 1932—1940 годах на журналистской работе в Ленинграде и Ленинградской области, работал литсотрудником, ответственным секретарём, заместителем редактора в газетах Ленинграда и Ленинградской области. В 1939 году вступил в ВКП(б) и на следующий год был направлен на учёбу в Высшую партийную школу при ЦК ВКП(б), по окончании которой в 1942 году переведён в аппарат ЦК партии. В 1942—1944 годах — инструктор, заведующий сектором отдела печати Управления пропаганды и агитации ЦК ВКП(б).
C 1944 года работал в Государственном комитете по радиофикации и радиовещанию при СМ СССР («Радиокомитет»), к концу 1940-х годов стал заместителем председателя этой организации.
В 1953 году был переведён на дипломатическую работу, что являлось для него понижением в должности. Являлся сотрудником аппарата верховного комиссара СССР в Германии (1953), советником посольства СССР в ГДР (1953—1955), заведующим III европейским отделом МИД СССР, секретарём парткома МИД (1955—1956). В 1956—1960 годах — чрезвычайный и полномочный посол СССР в Австрии. Считается, что получил этот пост благодаря протекции симпатизировавшего ему тогдашнего министра иностранных дел СССР В. М. Молотова, который вскоре попал в опалу. Для С. Г. Лапина же эта командировка оказалась успешной, и по возвращении из неё он в 1960 году был назначен первым заместителем председателя Госкомитета Совмина СССР по культурным связям с зарубежными странами, а вскоре вновь вернулся к дипломатической работе, сделав неплохую карьеру на этом поприще.
В 1960—1962 годах — министр иностранных дел РСФСР. Глава союзного МИДа А. А. Громыко забрал его к себе заместителем. С этой должности в 1965 году уехал послом в КНР. В разгар культурной революции, когда отношения между Советским Союзом и Китаем предельно осложнились, пост посла в Китае стал исключительно важным и ответственным. Именно в период работы в Пекине Лапин стал одним из фаворитов недавно пришедшего к власти генсека Л. И. Брежнева, с которым он впервые встретился ещё в период работы в Вене, когда Брежнев был председателем Президиума ВС СССР.
По возвращении в Москву в 1967 году был назначен генеральным директором ТАСС.

### Председатель Гостелерадио
15 апреля 1970 года с должности председателя Госкомитета по радио и телевещанию (новое название бывшего «Радиокомитета») был снят Николай Месяцев. 17 апреля 1970 на его место был назначен Сергей Лапин.
Период 1970—1980 годов известен как время глобальной реорганизации, политической и технологической реорганизации системы ЦТ СССР. Среднесуточный объём вещания вырос с 1673 часов в 1971 году до 3700 часов в 1985 году. К Московской Олимпиаде был введён в эксплуатацию новый телецентр ОТРК (Олимпийский телерадиокомплекс), после чего телецентр в Останкино стал одним из крупнейших в мире. Во второй половине 1970-х годов к спутнику «Молния» прибавились спутники «Радуга», «Экран» и «Горизонт», существенно увеличившие возможность космической телевизионной трансляции. Все эти нововведения были непосредственно связаны с деятельностью Лапина на посту председателя Госкомитета по радио и телевещанию.
С именем Лапина связывают введение более жёсткой, чем в годы «оттепели», цензуры на радио и телевидении. Лапин просматривал все телевизионные программы перед их выходом в эфир. При нём живой эфир, кроме футбольных и хоккейных матчей и новостных программ, ушёл с экранов телевизоров. Передачи и фильмы, не соответствовавшие критериям «идеологической чистоты» и вкусам председателя Гостелерадио, подвергались правке, порой отменялись целиком, а в худшем случае стирались или размагничивались. В декабре 1971 года Лапин, утверждая список музыкальных номеров для «Песни года», вычеркнул все песни, «которые так или иначе не прославляли СССР, его героическое прошлое и светлое настоящее». В 1972 году был прекращён показ игры КВН.
Лапин препятствовал присутствию на «голубом экране» слишком большого количества артистов еврейского происхождения. Было ограничено выступление таких артистов, как Вадим Мулерман, Валерий Ободзинский, Майя Кристалинская, Ирина Бржевская, Аида Ведищева, Лариса Мондрус, Эмиль Горовец, Нина Бродская, Лев Барашков, Тамара Миансарова, Владимир Макаров, Вероника Круглова, Алла Иошпе и Стахан Рахимов, Валентин Дьяконов. Был также ликвидирован работавший при Радиокомитете эстрадный оркестр под управлением Вадима Людвиковского. С другой стороны, Лапин способствовал развитию карьеры Иосифа Кобзона, выступавшего в патриотическом стиле. Из музыки, Лапин предпочитал классику и оперетту. Времена Лапина были золотыми для артистов оперетты на телевидении.
В 1980 году Лапин отменил показ музыкального телефильма «От сердца к сердцу», композитором которого был Вячеслав Добрынин. Вскипевший Лапин — «Что это за дискотечные афро-кубинские ритмы?» — приказал уничтожить фильм, но тот уцелел.
Была введена система запретов. К примеру, Лапин не разрешал появляться на экране телевизора людям с бородами. Мужчинам-ведущим было запрещено выходить в эфир без галстука и пиджака. Женщинам не разрешалось носить брюки.
С 5 июля 1978 года — председатель новообразованного Гостелерадио СССР.
Сергей Лапин входил в число личных друзей Леонида Брежнева и исполнял только его указания, мало подчиняясь Отделу пропаганды ЦК. Лапин не допускал появления правительственных чиновников на телеэкране в развлекательных передачах.

Егор Владимирович Яковлев вспоминал:

Очень хорошо помню, когда начал заниматься картинами по Ленину, у меня был такой разговор - это был умный человек, весьма странный и диктатор страшный, но любопытный - Лапин, председатель Гостелерадио, и я ему говорю: "Сергей Георгиевич, Вы знаете, мне хотелось бы что-нибудь сделать о Ленине, как-то попробовать по-человечески, поближе на него взглянуть", - то есть, обычное желание журналиста, писателя... Он на меня смотрит: "Егор Владимирович, а зачем? Посмотрите, Христос существует две тысячи лет, и никто не пытается его очеловечить". 
Со смертью Брежнева карьера Лапина не закончилась, однако с приходом к власти М. С. Горбачёва на своём посту он пробыл уже совсем недолго — 16 декабря 1985 года его отправили на пенсию. Также в отставку был отправлен и бессменный заместитель Лапина Энвер Назимович Мамедов.

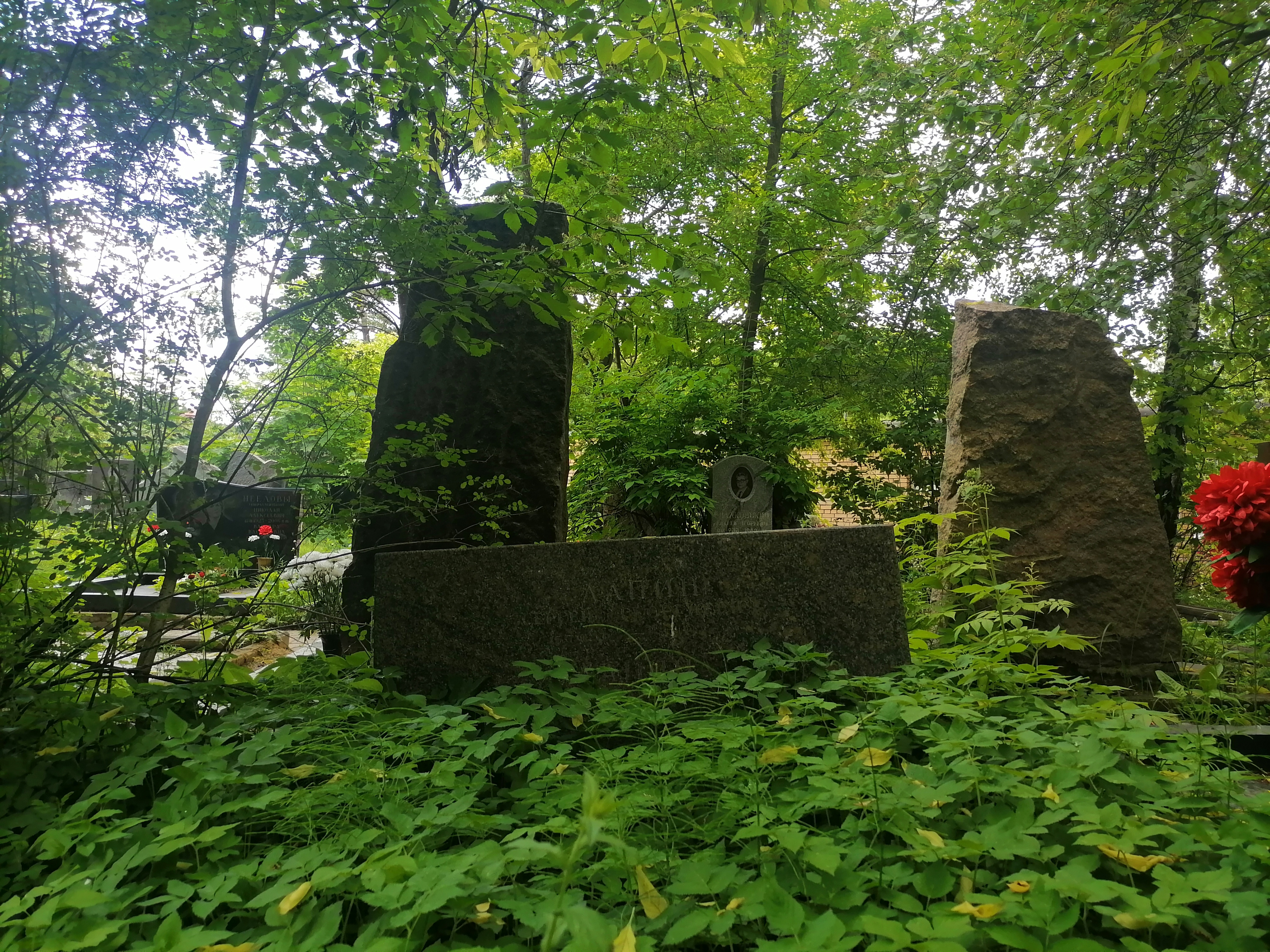
Могила на Кунцевском кладбище

Скончался 4 октября 1990 года на 79-м году жизни. Похоронен 7 октября на Кунцевском кладбище.

## Семья
Первая жена — сотрудница газеты «Известия». Брак бездетный.
Вторая жена — Евгения Александровна Лапина (1923—1991), похоронена рядом с мужем на Кунцевском кладбище.
- Сын — Юрий Сергеевич Лапин (1958)?
- Сын — Сергей Сергеевич Лапин.
- Дочь — Мария Сергеевна Лапина-Порватова (1950—1979), трагически погибла в неисправном лифте.
  - Внучка — Евгения Андреевна Лапина-Порватова (род. 1978), актриса, окончила Театральное училище им. Щукина. В театре им. Гоголя с 1999 года.

## Награды и звания
- Герой Социалистического Труда (1982).
- Орден Ленина (1966, 1971, 1974, 1982).
- Орден Трудового Красного Знамени (1962).
- Орден Дружбы народов (1980).
- Медали.
- Заслуженный деятель культуры Польши[13].

## Киновоплощения
- Владимир Стеклов — Ласковый май — 2009 год
- Сергей Петров — Кураж — 2014 год
- Александр Сирин — Эти глаза напротив — 2016 год
- Иван Гришанов — Хор — 2019 год

## Память
Документальные фильмы:
- «Железная маска. Сергей Лапин» (2007)[14]
- «Список Лапина. Запрещённая эстрада» (2013, «ТВ Центр»; реж. Михаил Ананьев)[15][16]
- «Сергей Лапин. Влюблённый деспот» (2021, «ТВ Центр»)

## Мнения и оценки
Сергею Лапину были присущи эрудиция и глубокие познания в литературе и искусстве.
Я поразился тогда Лапину — такого образованного начальника я встречал впервые. Но ещё больше я поразился тому, как в одном человеке, наряду с любовью к поэзии, с тонким вкусом, эрудицией, уживаются запретительские наклонности. — Эльдар Рязанов
С большим уважением о Лапине говорил солист ансамбля «Песняры» Леонид Борткевич:
«Он всегда с улыбкой, всегда подходил, говорил — молодцы ребята, он знал наши успехи… Очень хорошо он выглядел. У нас не было никаких трений по поводу песен»
У Лапина было развито чувство юмора. Анатолий Черняев, партработник, приводит в воспоминаниях, как на заседании секретариата ЦК обсуждался вопрос о хищениях на транспорте. Всех привели в ужас цифры: число краж за год увеличилось вдвое, 40 % воров — сами железнодорожники. Черняев пишет: «Обсуждение поразило меня полной беспомощностью. Секретари ЦК ворчали и ахали. Пономарёв предложил: „Надо мобилизовать массы на борьбу с этим пороком!“ В этот момент Лапин громко произнёс: „Ну, если ещё и массы мобилизуем, тогда все поезда будут приходить пустыми“. Сидевшие рядом хихикнули. Пономарёв гневно скосился на председателя Гостелерадио».
Генрих Юшкявичус, занимавший пост заместителя председателя Гостелерадио СССР с 1972 по 1990 годы, назвал Лапина «страшным антисемитом», вспоминая, как Лапин потребовал уволить заместителя Юшкявичуса по материально-техническому снабжению:

Однажды меня вызвал Лапин и сказал:
— Уволь Прицкера.
— Почему?
— Потому что он еврей.

Владимир Познер, работавший в 1970-х годах комментатором главной редакции радиовещания на США и Англию, дал Лапину следующую характеристику: 
Сергей Георгиевич Лапин, мощная и могучая личность, неприятный, правда, но, тем не менее, человек очень умный.
Анатолий Лысенко, работавший в молодёжной редакции с 1968 по 1990 год, негативно отзывался о приходе Лапина на телевидение:
Приход Лапина сильно зажал людей. Он был одиночкой. Команды у него никогда не было. Его все дружно ненавидели, за редчайшим исключением. <…> При этом он был умным, трезвым, взвешенным и знающим. Все его замечания были очень точны. Он всё видел. И, наверное, от этого был злобен: он понимал, что его не любят.
У Брежнева Лапин пользовался неограниченным доверием. Сергей Георгиевич наиболее важные разговоры начинал такой фразой: «Я вчера обедал с Леонидом Ильичом…» — после такого вступления возражать Лапину решался только тот, кто завтракал или ужинал с генеральным секретарём.
Лапиным не всегда были довольны в правящей партии. Так Михаил Ненашев, один из преемников Лапина в должности председателя Гостелерадио СССР, вспоминал: на одном из заседаний Секретариата ЦК М. А. Суслов (в числе других) обрушился с критикой на Лапина, обвиняя его в том, что на телевидении редко выступают партийные работники, члены правительства. Лапин не спорил, но уже после заседания признался Ненашеву: «Меня надо, наоборот, награждать за то, что я не показываю, чего стоят наши современные правители».